# Сейфабад (Марказі)
Сейфабад (перс. سيف اباد) — село в Ірані, у дегестані Каре-Чай, в Центральному бахші, шагрестані Саве остану Марказі. За даними перепису 2006 року, його населення становило 426 осіб, що проживали у складі 97 сімей.

## Клімат
Середня річна температура становить 17,13°C, середня максимальна – 35,40°C, а середня мінімальна – -3,22°C. Середня річна кількість опадів – 269 мм.
| Клімат поселення                              | Клімат поселення | Клімат поселення | Клімат поселення | Клімат поселення | Клімат поселення | Клімат поселення | Клімат поселення | Клімат поселення | Клімат поселення | Клімат поселення | Клімат поселення | Клімат поселення | Клімат поселення |
| Показник                                      | Січ.             | Лют.             | Бер.             | Квіт.            | Трав.            | Черв.            | Лип.             | Серп.            | Вер.             | Жовт.            | Лист.            | Груд.            |                  |
| Середній максимум, °C                         | 12,72            | 15,22            | 18,94            | 24,98            | 29,57            | 33,99            | 35,40            | 33,95            | 29,84            | 24,73            | 18,95            | 12,82            |                  |
| Середня температура, °C                       | 4,76             | 7,26             | 10,95            | 17,00            | 21,59            | 26,01            | 29,12            | 27,68            | 23,56            | 18,47            | 12,67            | 6,56             |                  |
| Середній мінімум, °C                          | −3,22            | −0,72            | 2,98             | 9,03             | 13,62            | 18,04            | 22,84            | 21,40            | 17,28            | 12,19            | 6,39             | 0,26             |                  |
| Норма опадів, мм                              | 42               | 38               | 44               | 29               | 20               | 4                | 1                | 1                | 2                | 18               | 29               | 41               |                  |
| Середньомісячна швидкість вітру, м/с          | 1.71             | 2.26             | 2.92             | 3.36             | 3.35             | 3.23             | 3.29             | 3.02             | 2.50             | 2.48             | 1.95             | 1.84             |                  |
| Середньомісячна сонячна радіація, кДж/м²·день | 9158             | 11978            | 14549            | 18081            | 21957            | 25832            | 25008            | 23179            | 20019            | 14773            | 10850            | 8723             |                  |
| --------------------------------------------- | ---------------- | ---------------- | ---------------- | ---------------- | ---------------- | ---------------- | ---------------- | ---------------- | ---------------- | ---------------- | ---------------- | ---------------- | ---------------- |
| Джерело:                                      |                  |                  |                  |                  |                  |                  |                  |                  |                  |                  |                  |                  |                  |